# Liste der denkmalgeschützten Objekte in Fallbach
Die Liste der denkmalgeschützten Objekte in Fallbach enthält die 18 denkmalgeschützten, unbeweglichen Objekte der Gemeinde Fallbach.

## Denkmäler
| Foto |                 | Denkmal                                                                         | Standort                                          | Beschreibung | Metadaten |
| ---- | --------------- | ------------------------------------------------------------------------------- | ------------------------------------------------- | --- | --- |
| ja   | Datei hochladen | Pfarrhof HERIS-ID: 13229 Objekt-ID: 9401                                        | Fallbach 37 Standort KG: Fallbach                 | Im Pfarrhof aus der ersten Hälfte des 19. Jahrhunderts befindet sich eine Nische mit einer barocken Pietà-Gruppe von Ignaz Lengelacher. | BDA-Hist.: Q38173217 Status: § 2a Stand der BDA-Liste: 2025-06-30 Name: Pfarrhof GstNr.: 32                                                                     |
| ja   | Datei hochladen | Kath. Pfarrkirche hl. Lambert HERIS-ID: 8801 Objekt-ID: 4762                    | Fallbach 37a Standort KG: Fallbach                | Die Pfarrkirche von Fallbach ist ein spätgotisches Bauwerk. Das Altarblatt am Hochaltar aus dem Jahr 1763 stammt von Matthias Hertzinger. Rochus Mayerhofer schuf 1733 eine Apollonia-Schnitzfigur an einem Seitenaltar. | BDA-Hist.: Q38018750 Status: § 2a Stand der BDA-Liste: 2025-06-30 Name: Kath. Pfarrkirche hl. Lambert GstNr.: 1 Pfarrkirche Fallbach                            |
| ja   | Datei hochladen | Figurenbildstock hl. Johannes Nepomuk HERIS-ID: 13227 Objekt-ID: 9399           | bei Fallbach 37a Standort KG: Fallbach            | Die von Rochus Mayerhofer geschaffene Statue des hl. Johannes Nepomuk ist mit der Jahreszahl 1734 bezeichnet. | BDA-Hist.: Q38173150 Status: § 2a Stand der BDA-Liste: 2025-06-30 Name: Figurenbildstock hl. Johannes Nepomuk GstNr.: 3                                         |
| ja   | Datei hochladen | Mariensäule Maria Immaculata HERIS-ID: 13231 Objekt-ID: 9403                    | vor Fallbach 73 Standort KG: Fallbach             | Die Immaculata-Säule ist mit der Jahreszahl 1760 bezeichnet. | BDA-Hist.: Q38173268 Status: § 2a Stand der BDA-Liste: 2025-06-30 Name: Mariensäule Maria Immaculata GstNr.: 335                                                |
| ja   | Datei hochladen | Schloss Hagenberg HERIS-ID: 13246 Objekt-ID: 9418                               | Hagenberg 1 Standort KG: Hagenberg                | Das vierflügelige Wasserschloss wurde urkundlich erstmals im 13. Jahrhundert erwähnt. Im 17. Jahrhundert wurde es unter den Grafen von Sinzendorf umgestaltet. | BDA-Hist.: Q38173773 Status: Bescheid Stand der BDA-Liste: 2025-06-30 Name: Schloss Hagenberg GstNr.: 169, 170, 171 Schloss Hagenberg im Weinviertel            |
| ja   | Datei hochladen | Bildstock HERIS-ID: 13242 Objekt-ID: 9414                                       | bei Hagenberg 2 Standort KG: Hagenberg            | Der Bildstock stammt aus dem 17. oder 18. Jahrhundert. | BDA-Hist.: Q38173703 Status: § 2a Stand der BDA-Liste: 2025-06-30 Name: Bildstock GstNr.: 1291                                                                  |
| ja   | Datei hochladen | Bildstock HERIS-ID: 58836 Objekt-ID: 69687                                      | gegenüber Hagenberg 49 Standort KG: Hagenberg     | | BDA-Hist.: Q38084955 Status: § 2a Stand der BDA-Liste: 2025-06-30 Name: Bildstock GstNr.: 996/5                                                                 |
| ja   | Datei hochladen | Pranger HERIS-ID: 13238 Objekt-ID: 9410                                         | vor Hagenberg 50 Standort KG: Hagenberg           | Teil des Prangers ist eine mit der Jahreszahl 1717 bezeichnete Rolandstatue. | BDA-Hist.: Q38173526 Status: § 2a Stand der BDA-Liste: 2025-06-30 Name: Pranger GstNr.: 996/5                                                                   |
| ja   | Datei hochladen | Figurenbildstock hl. Johannes Nepomuk HERIS-ID: 13237 Objekt-ID: 9409           | gegenüber Hagenberg 50 Standort KG: Hagenberg     | Auf einem Volutensockel steht gegenüber von Hagenberg 50 ein Nepomukbildstock aus der Zeit um 1740. | BDA-Hist.: Q38173506 Status: § 2a Stand der BDA-Liste: 2025-06-30 Name: Figurenbildstock hl. Johannes Nepomuk GstNr.: 996/5 Nepomukstatue, Hagenberg, Dorfplatz |
| ja   | Datei hochladen | Pfarrhof HERIS-ID: 13235 Objekt-ID: 9407                                        | Hagenberg 51 Standort KG: Hagenberg               | Der Pfarrhof ist ein spätbarockes Bauwerk. | BDA-Hist.: Q38173410 Status: § 2a Stand der BDA-Liste: 2025-06-30 Name: Pfarrhof GstNr.: 3/1                                                                    |
| ja   | Datei hochladen | Kath. Pfarrkirche hl. Ägidius HERIS-ID: 8802 Objekt-ID: 4763                    | Hagenberg 51a Standort KG: Hagenberg              | Das ursprünglich romanische Langhaus der Kirche wurde vermutlich Ende des 12. Jahrhunderts erbaut. Der gotische Chor und die Sakristei stammen vom Anfang des 14. Jahrhunderts. Im 17. und 18. Jahrhundert wurde die Kirche barock umgestaltet und erweitert. Das Altarblatt am Hochaltar ist ein Werk des Barockmalers Franz Anton Maulbertsch. | BDA-Hist.: Q38018855 Status: § 2a Stand der BDA-Liste: 2025-06-30 Name: Kath. Pfarrkirche hl. Ägidius GstNr.: 1 Pfarrkirche Hagenberg                           |
| ja   | Datei hochladen | Kalvarienberg/Kreuzweg HERIS-ID: 13236 Objekt-ID: 9408                          | Hagenberg 51a, in der Nähe Standort KG: Hagenberg | Die barocke Kreuzigungsgruppe aus Sandstein stammt aus der Mitte des 18. Jahrhunderts. | BDA-Hist.: Q38173452 Status: § 2a Stand der BDA-Liste: 2025-06-30 Name: Kalvarienberg/Kreuzweg GstNr.: 599/2 Kalvarienberg Hagenbach (Fallbach)                 |
| ja   | Datei hochladen | Pestkapelle HERIS-ID: 13252 Objekt-ID: 9424                                     | vor Hagendorf 65 Standort KG: Hagendorf           | Die mit der Jahreszahl 1758 bezeichnete Kapelle wurde im 19. oder 20. Jahrhundert erneuert. | BDA-Hist.: Q38173932 Status: § 2a Stand der BDA-Liste: 2025-06-30 Name: Pestkapelle GstNr.: 713                                                                 |
| ja   | Datei hochladen | Kath. Filialkirche hl. Wolfgang HERIS-ID: 13248 Objekt-ID: 9420                 | Hagendorf 121 Standort KG: Hagendorf              | Die ehemals gotische Saalkirche wurde in der ersten Hälfte des 18. Jahrhunderts barockisiert. Balthasar Rosaforte schuf 1732 das Altarblatt am Hochaltar, zwei Heiligenfiguren aus der ersten Hälfte des 18. Jahrhunderts stammen von Rochus Mayerhofer.                                                                                         | BDA-Hist.: Q38173844 Status: § 2a Stand der BDA-Liste: 2025-06-30 Name: Kath. Filialkirche hl. Wolfgang GstNr.: 1 Hagendorf Filialkirche                        |
| ja   | Datei hochladen | Figurenbildstock hl. Johannes Nepomuk HERIS-ID: 13244 Objekt-ID: 9416           | gegenüber Hagenberg 68 Standort KG: Hagenberg     | Dieser Figurenbildstock des hl. Johannes Nepomuk wurde um 1740 errichtet. | BDA-Hist.: Q38173737 Status: § 2a Stand der BDA-Liste: 2025-06-30 Name: Figurenbildstock hl. Johannes Nepomuk GstNr.: 996/2                                     |
| ja   | Datei hochladen | Schloss Loosdorf HERIS-ID: 13256 Objekt-ID: 9428                                | Loosdorf 1 Standort KG: Loosdorf                  | Nach der Zerstörung durch die schwedische Armee 1645 im Dreißigjährigen Krieg wurde das Schloss um 1680 im Barockstil wiederaufgebaut. | BDA-Hist.: Q2242251 Status: Bescheid Stand der BDA-Liste: 2025-06-30 Name: Schloss Loosdorf GstNr.: 2 Schloss Loosdorf                                          |
| ja   | Datei hochladen | Kath. Pfarrkirche Allerheiligste Dreifaltigkeit HERIS-ID: 13258 Objekt-ID: 9430 | Loosdorf 1a Standort KG: Loosdorf                 | Die spätbarocke Kirche wurde von 1748 bis 1751 erbaut. Josef Kessler schuf 1886 zwei Altarbilder an den Seitenaltären. | BDA-Hist.: Q38174112 Status: § 2a Stand der BDA-Liste: 2025-06-30 Name: Kath. Pfarrkirche Allerheiligste Dreifaltigkeit GstNr.: 1 Schlosspfarrkirche Loosdorf   |
| ja   | Datei hochladen | Bildstock mit Pietà HERIS-ID: 13263 Objekt-ID: 9435                             | Standort KG: Loosdorf                             | Der Pfeiler ist mit der Jahreszahl 1863, die Pietà-Gruppe mit der Jahreszahl 1747 bezeichnet. | BDA-Hist.: Q38174207 Status: § 2a Stand der BDA-Liste: 2025-06-30 Name: Bildstock mit Pietà GstNr.: 1503                                                        |